# 亞歷山德羅·曼奇尼
亞歷山德羅·曼奇尼（義大利語：Alessandro Mancini，1975年10月4日—）是一位聖馬利諾的政治家，於2007年4月至2007年10月與亞歷山德羅·羅西同時擔任執政官，2020年4月再度上任。
曼奇尼也是社會主義者和民主人士黨的一員。